# Mikhaïl Gouliaïev
Mikhaïl Aleksandrovitch Gouliaïev - en russe : Михаил Александрович Гуляев et en anglais : Mikhail Gulyayev - (né le 26 avril 2005 à Novossibirsk en Russie) est un joueur professionnel russe de hockey sur glace. Il évolue au poste de défenseur.

## Biographie

### Carrière en club
Formé au Sibir Novossibirsk, il rejoint les équipes de jeunes de l'Avangard Omsk. En 2021, il dispute ses premiers matchs dans la MHL, la ligue junior russe avec les Omskie Iastreby. En septembre 2022, il joue ses premiers matchs dans la KHL avec l'Avangard. ll est choisi au 1er tour, en 31e position par l'Avalanche du Colorado lors du repêchage d'entrée dans la LNH 2023.

### Carrière internationale
Il représente la Russie en sélections jeunes.

## Statistiques
| Saison    | Équipe          | Ligue |                   | Saison régulière  | Saison régulière  | Saison régulière  | Saison régulière  | Saison régulière |   | Séries éliminatoires | Séries éliminatoires | Séries éliminatoires | Séries éliminatoires | Séries éliminatoires |
| Saison    | Équipe          | Ligue | PJ                | B                 | A                 | Pts               | Pun               | PJ               | B | A                    | Pts                  | Pun                  |                      |                      |
| 2021-2022 | Omskie Iastreby | MHL   | 54                | 7                 | 28                | 35                | 24                | 13               | 0 | 5                    | 5                    | 4                    |                      |                      |
| 2022-2023 | Avangard Omsk   | KHL   | 13                | 0                 | 1                 | 1                 | 6                 | -                | - | -                    | -                    | -                    |                      |                      |
| 2021-2022 | Omskie Krylia   | VHL   | 12                | 0                 | 4                 | 4                 | 4                 | -                | - | -                    | -                    | -                    |                      |                      |
| 2022-2023 | Omskie Iastreby | MHL   | 22                | 2                 | 23                | 25                | 18                | 17               | 2 | 8                    | 10                   | 2                    |                      |                      |
| 2023-2024 | Avangard Omsk   | KHL   | 64                | 4                 | 8                 | 12                | 8                 | 12               | 2 | 1                    | 3                    | 2                    |                      |                      |
| 2024-2025 | Avangard Omsk   | KHL   | Saison en cours ? | Saison en cours ? | Saison en cours ? | Saison en cours ? | Saison en cours ? |                  |   |                      |                      |                      |                      |                      |